# Tianjiazhai (köpinghuvudort i Kina, Qinghai Sheng, lat 36,45, long 101,79)
Tianjiazhai (kinesiska: 田家寨, 田家寨镇) är en köpinghuvudort i Kina. Den ligger i provinsen Qinghai, i den nordvästra delen av landet, omkring 20 kilometer söder om provinshuvudstaden Xining. Antalet invånare är 38 229. Befolkningen består av 17 957 kvinnor och 20 272 män. Barn under 15 år utgör 21,0 %, vuxna 15-64 år 72 %, och äldre över 65 år 6,0 %.
Runt Tianjiazhai är det ganska tätbefolkat, med 179 invånare per kvadratkilometer. Närmaste större samhälle är Xining, 19,4 km norr om Tianjiazhai. Trakten runt Tianjiazhai består i huvudsak av gräsmarker.
Genomsnittlig årsnederbörd är 537 millimeter. Den regnigaste månaden är juli, med i genomsnitt 140 mm nederbörd, och den torraste är januari, med 3 mm nederbörd.